# Garage Remains the Same Tour

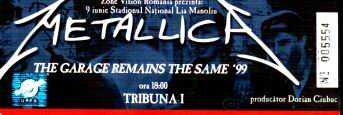
Un biglietto del tour

Garage Remains the Same Tour è l'undicesimo tour del gruppo musicale statunitense Metallica che si è svolto tra il 17 novembre 1999 e l'8 dicembre 1999 con 45 spettacoli.
Il tour, il cui nome deriva dall'album Garage Inc. e dal brano The Song Remains the Same dei Led Zeppelin, è stato fatto in supporto all'album Garage Inc. con anche una data a Woodstock '99.

## Scaletta
1. So What (cover degli Anti-Nowhere League)
2. Master of Puppets
3. For Whom the Bell Tolls
4. Fuel
5. King Nothing
6. Bleeding Me
7. Sad but True
8. Turn the Page (cover di Bob Seger)
9. Wherever I May Roam
10. One
11. Fight Fire with Fire
12. Nothing Else Matters
13. Seek & Destroy
14. Creeping Death
15. Die, Die My Darling (cover dei Misfits)
16. Enter Sandman
17. Battery